# Pouští a pralesem
Pouští a pralesem (1912, W pustyni i w puszczy) je dobrodružný román polského spisovatele Henryka Sienkiewicze, nositele Nobelovy ceny za literaturu za rok 1905.
V době svého vydání vyvolala kniha velkou literární senzaci, protože Sienkiewicz, který byl na vrcholu své slávy, nikdy předtím knihu pro děti nenapsal. Inspirací k napsání příběhu mu byla skutečná událost, k níž došlo během stavby Suezského průplavu, kdy obchodníci s otroky unesli jednomu ze zúčastněných inženýrů syna, který nebyl přes veškeré úsilí nikdy nalezen.
Autor umístil děj svého románu do pozdější doby, do roku 1885, kdy vrcholilo v Súdánu velké protibritské povstání vedené mužem zvaným Mahdí. Silně křesťansky orientovaný Sienkiewicz vnímal Mahdího povstání negativně, viděl v něm spíše krutost, masakry civilistů a islámský fanatismus než osvobozenecké hnutí obyvatel Súdánu a boj proti britskému kolonialismu.
Přes tento negativní pohled na Mahdího a islám autor zdůrazňuje humanistické hodnoty, odsuzuje koloniální imperialismus a rasismus. Zdůrazněny jsou křesťanské hodnoty, odvaha, ale také je upřímné přátelství bělošských dětí s jejich africkými vrstevníky. Významnou roli v příběhu hrají zvířata a vztah lidí vůči nim.

## Obsah
Hlavními hrdiny příběhu jsou čtrnáctiletý polský chlapec Staš Tarkowski a osmiletá anglická dívenka Nela Rawlisonová, jejichž otcové působí v Egyptě jako úspěšné vůdčí osobnosti ve společnosti zabývající se provozem Suezského průplavu. Obě děti jsou uneseny na rozkaz mahdistického velitele Smajna. Ten děti potřebuje proto, aby je mohl vyměnit za svou rodinu uvězněnou v Egyptě. Únosci jsou dva honáci velbloudů, bratři Idrís a Gebr, ale patří k nim i sluha Rawlinsonových jménem Chamis. Jejich cesta vede nejprve podél Nilu do Chartúmu, kde se setkají s Mahdím. Protože odmítnou přijmout islám (nábožnost a katolictví hlavního hrdiny Staše je v knize často zdůrazňováno), Mahdí je odešle na další cestu do Fašody, kde sídlí velitel Smajn. Únosci s dětmi putují společně s karavanou bažinami a pralesy středovýchodní Afriky. Když je karavana napadena lvem, Staš se zmocní pušky a v nastalém zmatku zastřelí Chamise a Gebra. Potom děti uprchnou společně s dvěma černošskými otroky, které Gebr krutě týral.
Děti s oběma domorodci Kalim a Meou a se Stašovým psem Sabou, což je velký anglický mastif, projdou tisíce kilometrů a zažiji neuvěřitelná dobrodružství v boji se zlými lidmi, dravými zvířaty a tropickými nemocemi. Nejtěžší situace nastane, když malá Nela onemocní malárií a Stašovi dojde chinin, kterým ji předtím léčil. Naštěstí se Staš setká se švýcarským cestovatelem Lindem, který mu věnuje zásobu léků. Linde však poté umírá na zranění, které mu způsobilo postřelené prase bradavičnaté. Děti také zachrání vyhladovělého slona, kterého uvěznil sesuv půdy a podaří se jim ho ochočit. Nela jedoucí na slonu zapůsobí velkým dojmem na domorodce, kteří ji pokládají za božskou bytost.
Děti doputují na území Keni, kde se setkají s kmenem Va Hima, jejichž náčelník je otcem Kaliho. Přitom se Stašovi a Kalimu podaří ukončit válku mezi Va Himy a sousedními Sambury.
Při putování přes Chalbskou poušť na východ k Indickému oceánu všem hrdinům hrozí smrt žízní, ale v poslední chvíli jsou zachráněni dvěma Angličany, lékařem a důstojníkem, kteří se vydali na výzkumnou cestu. Anglický důstojník děti doprovodí do Mombasy, odkud jsou odvezeny domů do Port Saidu a setkají se s otci, kteří své děti už dávno oplakali.
V dovětku se dozvídáme, že Staš a Nela se do sebe později zamilovali, Staš se s Nelou oženil a nakonec se spolu se Stašovým otcem odstěhovali do Polska.

## Filmové adaptace
- W pustyni i w puszczy (Pouští a pralesem), Polsko 1973, režie Wladyslaw Slesicki,
- W pustyni i w puszczy (Pouští a pralesem), Polsko 2001, režie Gavin Hood.

## Česká vydání
- V poušti a pustině, Edvard Beaufort, Praha 1912, překlad Jaroslav Rozvoda a Bořivoj Prusík,
- V pustinách, Josef R. Vilímek, Praha 1917, překlad Jaroslav Rozvoda, znovu 1922 a Kvasnička a Hampl, Praha 1936.
- Temnou pevninou, Bačkovský, Praha 1919, překlad Josef Smrčka,
- Pouští a pralesem, Kvasnička a Hampl, Praha 1928, překlad František Vondráček,
- Pouští a pralesem, SNDK, Praha 1957, překlad Karel Málek, znovu 1962 a 1967, Odeon, Praha 1971, Albatros, Praha 1974, 1982 a 1988, Hanácké nakladatelství, Vyškov 1991 a Akcent, Třebíč 2000.

### Další zpracování
- Pouští a pralesem, Rozhlasová dramatizace, překlad: Karel Málek napsala: Marie Říhová, režie: Ivan Holeček, hrají: Ondřej Kepka, Markéta Danhelova, Jiří Prager, Karel Heřmánek, František Němec, Gabriela Vránová, Marek Eben, Viktor Vrabec, Jan Přeučil, Svatopluk Skládal, Václav Stýblo, Inka Šecová a Alena Konopíková.[1]